# Anrafel
No Tanaque ou Antigo Testamento, Anrafel (em hebraico: אַמְרָפֶל‎; romaniz.: ’Amrāp̄el; em grego:  Αμαρφάλ, transl.: Amarphál; em latim: Amraphel) ou Amar-Sim, era o rei de Sinar (termo geral para Suméria ou Babilônia), como vê-se em Gênesis 14:1,9. Anrafel invadiu o oeste junto a Quedorlaomer de Elão, Arioque de Elasar e Tidal de Goim e destruiu Sodoma e as outras Cidades da Planície na Batalha do Vale de Sidim.

## Identifcações
Quando E. Schrader publicou seu livro Cuneiform Inscriptions and the Old Testament ("Inscrições Cuneiformes e o Antigo Testamento") Anrafel foi, por muito tempo, associado com Hamurabi, supremo governante da Babilônia entre 1 792 a.C. e 1 750 a.C., ano de sua morte. Contudo, de acordo com o "The Oxford Companion to the Bible" (lit.  "Acompanhante Oxford da Bíblia ou Guia Bíblico Oxford"), esse viés tem sido fortemente abandonado em anos recentes. A identificação foi bem difícil de se explicar, embora uma pista parcial seja fornecida pela explicação do nome em uma letra cuneiforme como equivalente a Quintarapastu (lit.  "grande pessoa ou família"). Nesta base, "'an" = "Quinta" e "rafel" = "rapaltu" = "rapastu."
Recentemente, David Rohl identificou Anrafel com Amar-Sim, rei da Terceira dinastia de Ur. No Midras e na literatura rabínica posterior, Anrafel tem sido identificado com Ninrode.